# Georg Lünenborg
Georg Lünenborg (* 18. Oktober 1907 in Mönchengladbach; † 23. April 1972 in Köln; vollständiger Name: Georg Maria Lünenborg) war ein deutscher Architekt, Innenarchitekt und Hochschullehrer.

## Leben
Sein Studium absolvierte er bei Professor Fritz Thoma.
Ab 1933 machte er sich selbstständig und führte ein Architekturbüro in Stuttgart, später dann in Braunschweig.
Nach dem Zweiten Weltkrieg wurde er an die Hochschule für Bildende Künste Braunschweig berufen, wechselte dann 1948 als Dozent an die Kölner Werkschulen, wurde in den 1960er Jahren zum Professor ernannt und leitete bis zu seinem Ausscheiden 1967 eine Klasse für Architektur und Innenarchitektur.
Zusammen mit seinem älteren Bruder, dem Glasmaler Hans Lünenborg, arbeitete er in Köln an etlichen Sakral- und Profanbauten.
Das Werkverzeichnis und der Nachlass von Hans und Georg Lünenborg wurden an das Historische Archiv der Stadt Köln (als Bestand 1398) übergeben. Nach dem Unglück 2009 wurden Fundstücke des Bestandes 1398 an die Archive-NRW überstellt.

## Werk (Auswahl)
- 1952–1953: Kirche St. Marien in Köln-Gremberg (Betonfertigteil-Konstruktion)
- 1951–1953: Kirche St. Antonius von Padua in Kleinmaischeid
- 1952: Schokoladenfabrik Novesia in Neuss
- 1955: Verwaltungsgebäude der Firma A. Langen & Sohn in Krefeld
- 1956–1957: Neugestaltung  und Restaurierung der Pfarrkirche in Marmagen